# Camarenilla
Camarenilla là một đô thị trong tỉnh Toledo, Castile-La Mancha, Tây Ban Nha. Theo điều tra dân số 2006 (INE), đô thị này có dân số là 563 người.

## Biến động dân số
| Năm    | 1996 | 1998 | 1999 | 2000 | 2001 | 2002 | 2003 | 2004 | 2005 | 2006 |
| ------ | ---- | ---- | ---- | ---- | ---- | ---- | ---- | ---- | ---- | ---- |
| Dân số | 549  | 525  | 516  | 512  | 533  | 518  | 521  | 516  | 544  | 563  |